# 縁寿
縁寿（えんじゅ、1965年11月20日 - ）は、活動弁士。「斎とう組」に所属。

## 経歴・人物
東京都出身。1981年、町田高校定時制入学と同時に劇団ひまわりに入団。3年間の間、小さい魔女という舞台のヒロインなどで活躍していた。1988年に退団。
1990年代は、日本魔術団の伝統芸能の「水芸」のアシスタントやネタっことしても活躍していた。
2000年に、鶯谷で東京キネマ倶楽部の弁士オーディション合格。
2001年1月からリリアン・ギッシュ主演の「散りゆく花」で「斎藤裕子」として弁士デビュー。さらに、翌年に「あるぽらん」で定期的に活動弁士としてライブを開始。池袋新文芸坐で阪妻映画祭に出演。
2003年4月には国生裕子との自主公演「チャップリンキッド」も成功させた。
2004年には、新高輪プリンスホテルでの「お正月ライブ」や池袋・新文芸坐の「名匠・小津安二郎」など、活弁を披露して、新境地を開拓。
2018年元旦より「斎藤裕子」から「縁寿」（えんじゅ）へ改名、斎藤組は「斎とう組」に変更した。

## 出演

### テレビ
- BSプレマップ新作海外ドラマシリーズ（NHK）
- 銭形金太郎（テレビ朝日）

### 映画
- 散りゆく花